# Asthenotricha flavicoma
Asthenotricha flavicoma là một loài bướm đêm trong họ Geometridae.